# Ditmars Boulevard-Astoria (Astoria Line)
Ditmars Boulevard-Astoria is een station van de metro van New York aan de Astoria Line in Queens. Het is het meest noordelijk gelegen metrostation in Queens en de noordelijke terminus van de metrolijnen  en  die dit station bedienen, N dag in dag uit, W op weekdagen.
Het station opende op 1 februari 1917 als onderdeel van de Astoria Line, toen nog in beheer van de Interborough Rapid Transit Company. In 1923 ging de lijn over in het beheer van de Brooklyn-Manhattan Transit Corporation. Het grootste deel van 2018 en begin 2019 werd het station gerenoveerd. Hoewel de werken een terugval tot 10% op het reizigersaantal veroorzaakten, waren er in 2018 toch 4,5 miljoen passagiers.
 ·  ·  ·  ·  ·  ·  ·  ·  · 
Van noord naar zuid:
Ditmars Boulevard-Astoria · 
Astoria Boulevard · 
30th Avenue · 
Broadway · 
36th Avenue · 
39th Avenue · 
Queensboro Plaza · 
Lexington Avenue/59th Street · 
5th Avenue · 
57th Street · 
49th Street · 
Times Square-42nd Street · 
34th Street-Herald Square · 
28th Street · 
23rd Street · 
14th Street-Union Square · 
Eighth Street-New York University · 
Prince Street · 
Canal Street · 
City Hall* · 
Cortlandt Street* · 
Rector Street* · 
Whitehall Street-South Ferry* · 
Court Street-Borough Hall* · 
Jay Street-MetroTech* · 
DeKalb Avenue · 
Canal Street · 
Atlantic Avenue - Pacific Street · 
Union Street · 
Ninth Street · 
Prospect Avenue · 
25th Street · 
36th Street · 
45th Street · 
53rd Street · 
59th Street · 
Eighth Avenue · 
Fort Hamilton Parkway · 
New Utrecht Avenue · 
18th Avenue · 
20th Avenue · 
Bay Parkway · 
Kings Highway · 
Avenue U · 
86th Street · 
Coney Island-Stillwell Avenue
* alleen 's nachts als vervanging voor Lijn R